# Associazione Calcio Gonzaga
L'Associazione Calcio Gonzaga 1919 è la principale società calcistica del Comune di Gonzaga, in provincia di Mantova. Disputa il campionato lombardo di Prima Categoria.

## Storia
Nel 1923 debuttò in un campionato ufficiale FIGC, la Terza Divisione Emiliana, con la denominazione di U.S. Gonzaga, riuscendo nel giro di due anni a conquistare la promozione in Seconda Divisione, il secondo livello calcistico dell'epoca, disputato a livello interregionale. Nel 1926-1927, a causa dell'ultimo posto nel proprio girone la squadra venne retrocessa di nuovo nei campionati regionali di Terza Divisione; nel 1928 la società ha cessato la sua attività, riprendendola dal 1932 al 1939 (con una pausa nella stagione 1935-1936, nella quale non ha disputato nessun campionato ufficiale) con il nome di G.U.F. Gonzaga, sempre nei campionati provinciali giovanili dapprima ULIC e poi della Sezione Propaganda FIGC. Dopo la fine della Seconda guerra mondiale la società è stata ammessa per la prima volta nella sua storia a disputare il campionato di Serie C nella stagione 1945-1946; dopo un 11º posto in classifica nella prima stagione in terza serie, il Gonzaga, che aveva nel frattempo assunto la denominazione di Associazione Calcio Gonzaga, ha ottenuto un 11º posto anche nella Serie C 1946-1947, mentre l'anno seguente dopo il terzo 11º posto consecutivo è retrocesso in Prima Divisione per la ristrutturazione dei campionati. Ha giocato in Prima Divisione dal 1948 al 1951, mentre dalla stagione 1951-1952 alla stagione 1955-1956 ha giocato in Seconda Divisione (secondo livello regionale dell'epoca) con il nome di G.S.F. Brioni Gonzaga. La società ha poi cessato momentaneamente l'attività ufficiale per le intere stagioni 1956-1957 e 1957-1958, salvo poi iscriversi al campionato C.S.I. nel 1958 con il nome di G.S. Gonzaghese. Ha proseguito l'attività in vari campionati C.S.I. fino al 1965, per poi tornare a disputare i campionati FIGC dalla stagione 1965-1966, in cui si iscrisse al campionato di Seconda Categoria (all'epoca il più basso livello del calcio italiano) con il nome di Società Sportiva Navobi Gonzaga. Nella stagione 1971-1972 ha ottenuto la promozione in Prima Categoria, e nella stagione 1974-1975 vincendo il suo girone ha ottenuto la promozione nel campionato di Promozione, il massimo livello regionale di quegli anni. Ha poi mantenuto il campionato di Promozione per cinque stagioni consecutive, le ultime due con il ritorno alla vecchia denominazione di Associazione Calcio Gonzaga. Dal 1980 in poi ha giocato esclusivamente nei campionati regionali di Terza, Seconda e Prima Categoria, campionato in cui gioca anche nella stagione 2013-2014 dopo la promozione della stagione 2011-2012.

## Statistiche e record

### Partecipazione ai campionati
| Livello | Categoria         | Partecipazioni | Debutto   | Ultima stagione | Totale |
| ------- | ----------------- | -------------- | --------- | --------------- | ------ |
| 2º      | Seconda Divisione | 1              | 1925-1926 | 1925-1926       | 1      |
| 3º      | Seconda Divisione | 1              | 1926-1927 | 1926-1927       | 4      |
| 3º      | Serie C           | 3              | 1945-1946 | 1947-1948       | 4      |

## Allenatori e presidenti
| Allenatori - 1923-1927 Reggiani - 1927-1928 Azzoni - 1932-1944 Negri - 1945-1947 Vaini - 1947-1948 Dotti - 1948-1951 Negri - 1951-1953 Ballesini - 1953-1954 Pizzi - 1954-1956 Cestaro - 1958-1967 Melli - 1967-1970 Michelini - 1970-1974 Galetti - 1974-1977 Marmiroli - 1977-1978 Paccini - 1978-1979 Passerini - 1979-1980 Pantani - 1980-1981 Torelli - 1981-1983 Gioia - 1983-1984 Gaietti - Manfredini - Gioia - 1984-1986 Marmiroli - 1986-1987 Zapparoli - Marmiroli - 1987-1989 Marmiroli - 1989-1990 Marmiroli - Spaggiari - 1990-1992 Vezzani - 1992-1993 Gioia - 1993-1996 Boccaccini - 1996-1997 Sanseverino - 1997-1998 Sanseverino - Angeli - Prampolini - Garbuglia - 1998-2001 Garbuglia - 2001-2004 Manzini - 2004-2005 Trombelli - 2005-2008 Mirandola - 2008-2009 Giazzi - 2009-2010 Ispani - Turini - 2010-2011 Mirandola - 2011-2013 Pavesi | Presidenti - 1923-1928 Portioli - 1932-1937 Scacchetti - 1937-1939 Poltronieri - 1944 Nicolini - 1945-1948 Prandi - 1948-1949 Nicolini - 1949-1951 Erino Negri - 1951-1952 Setti - 1952-1954 Crotti - 1954-1956 Baricca - 1958-1967 Ballesini - 1967-1968 Conti - 1968-1970 Benzi - 1970-1972 Zaldini - 1972-1973 Anselmi - 1973-1978 Zaldini - 1978-1979 Lorenzi - 1979-1980 Cavalletti - 1980-1983 Melli - 1983-1984 Bringhenti - 1984-1985 Casari - 1985-1989 Barbieri - 1989-1990 Ansaloni - 1990-1997 Davoglio - 1997-2004 Zanini - 2004-2006 Fava - 2006-2010 Spaggiari - 2010-2013 Messora |

## Palmarès

### Competizioni regionali
- Prima Categoria: 1

1974-1975
- Seconda Categoria: 2

1971-1972, 2011-2012
- Campionato italiano di terza divisione: 1

1924-1925 (girone A)

### Competizioni provinciali
- Terza Categoria: 1

1987-1988